# Katarinaberget, Egypten
Katarinaberget (arabiska: جبل كاثرين), på egyptiska Gebel Katherîna, ligger på Sinaihalvön och är med sina 2 637 meter över havet Egyptens högsta berg. Berget är känt för det där belägna Katarinaklostret som byggdes i mitten av 500-talet och är uppkallat efter den heliga Katarina av Alexandria.

## Bildgalleri

Katarinaberget - جبل كاترينا
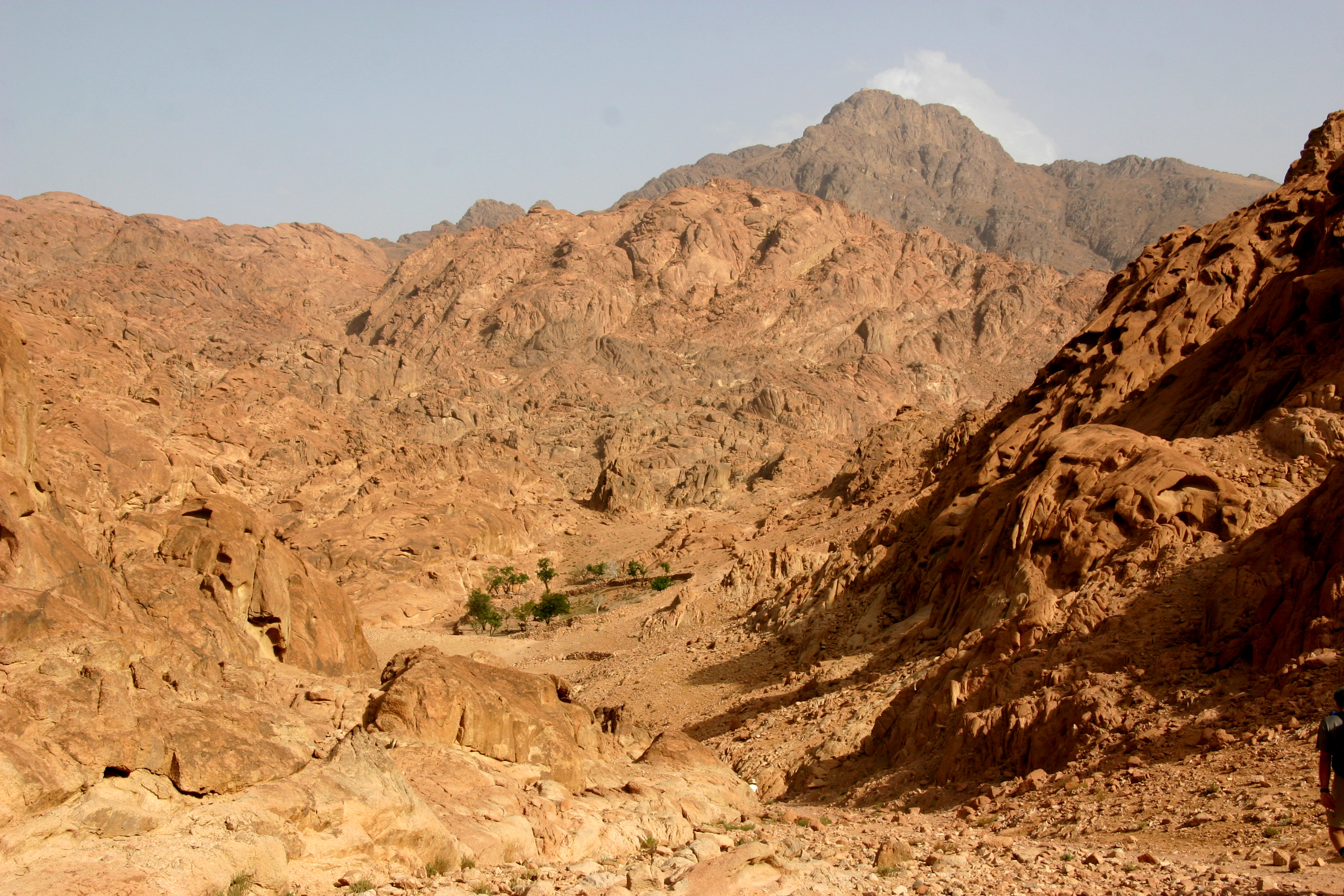
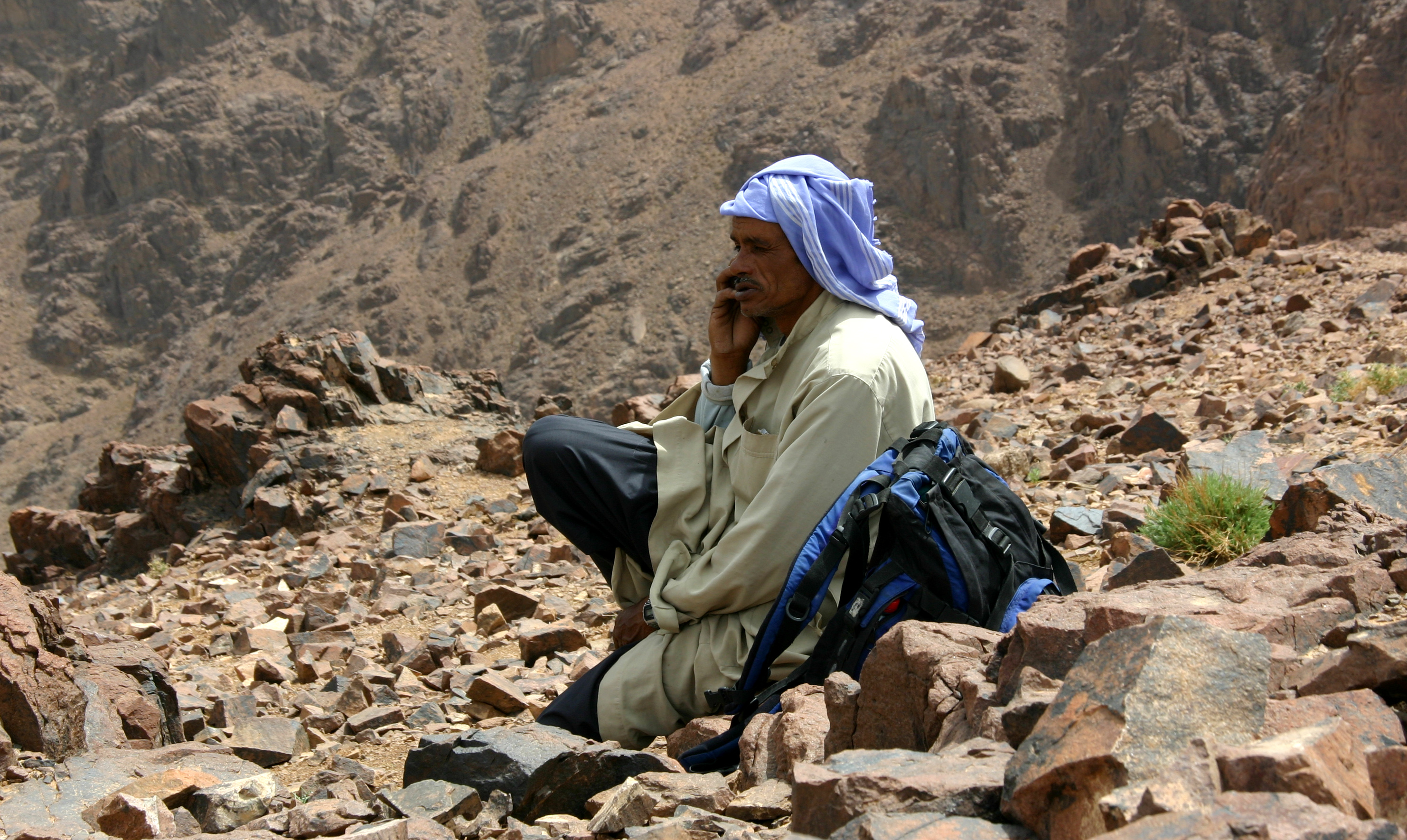
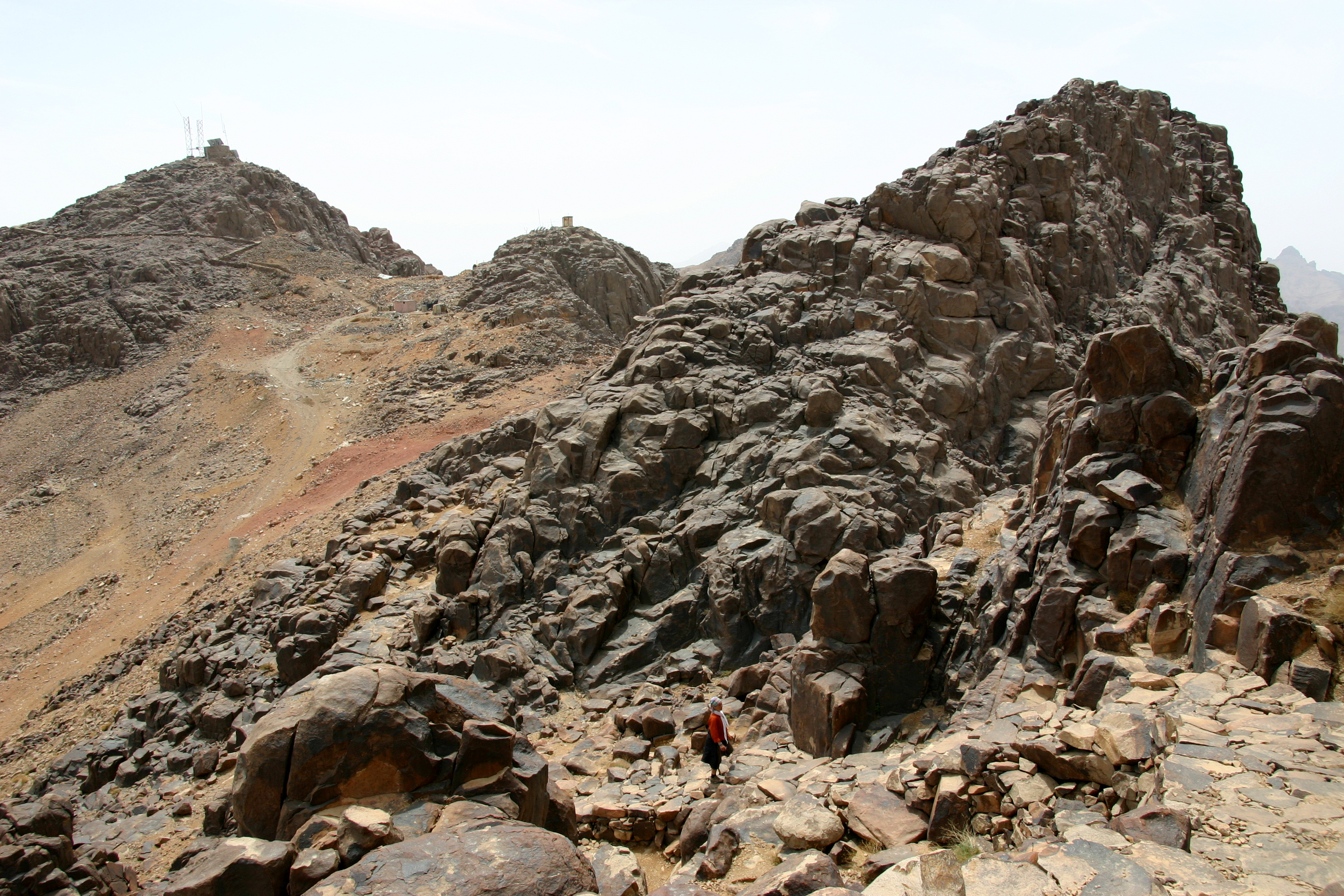
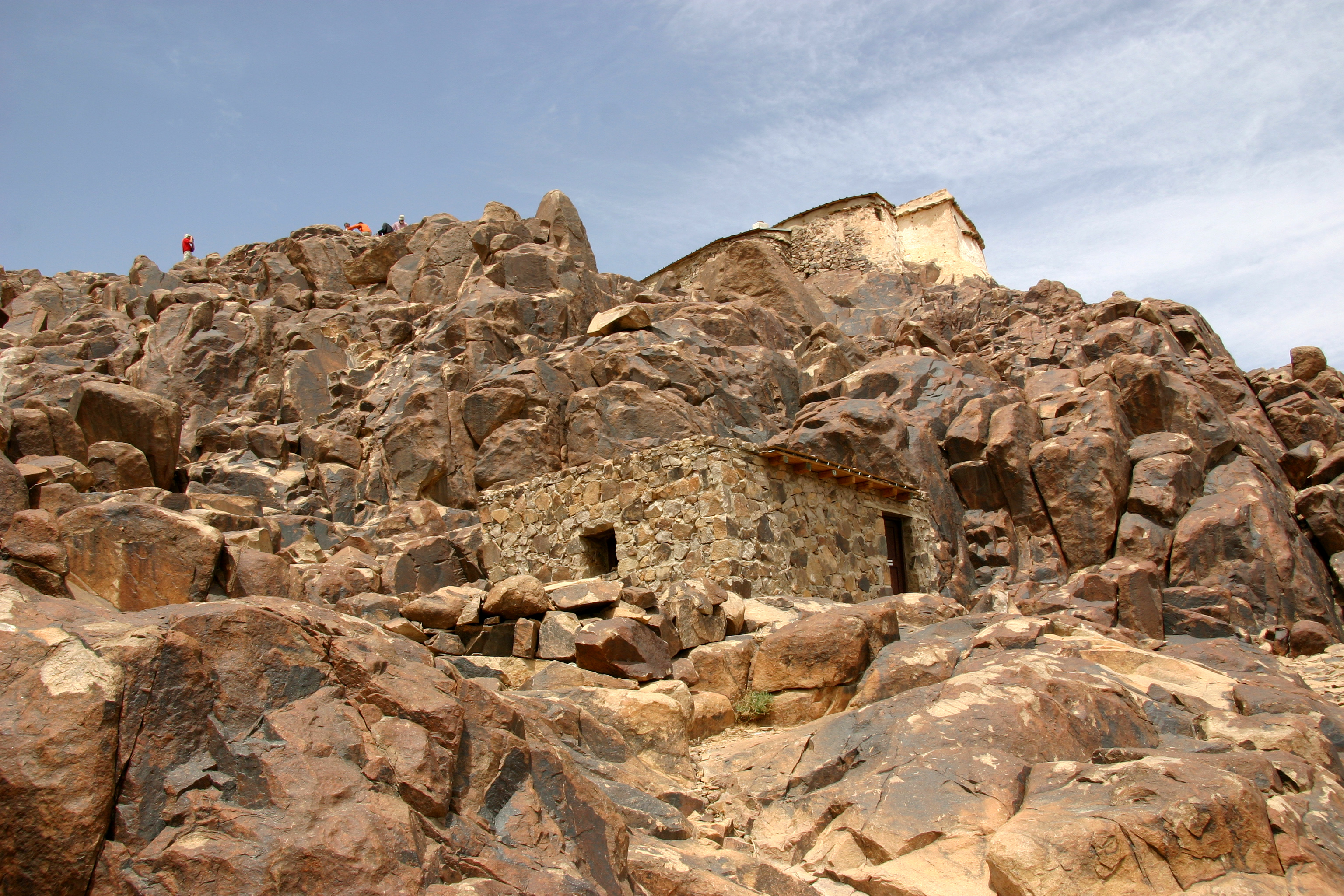
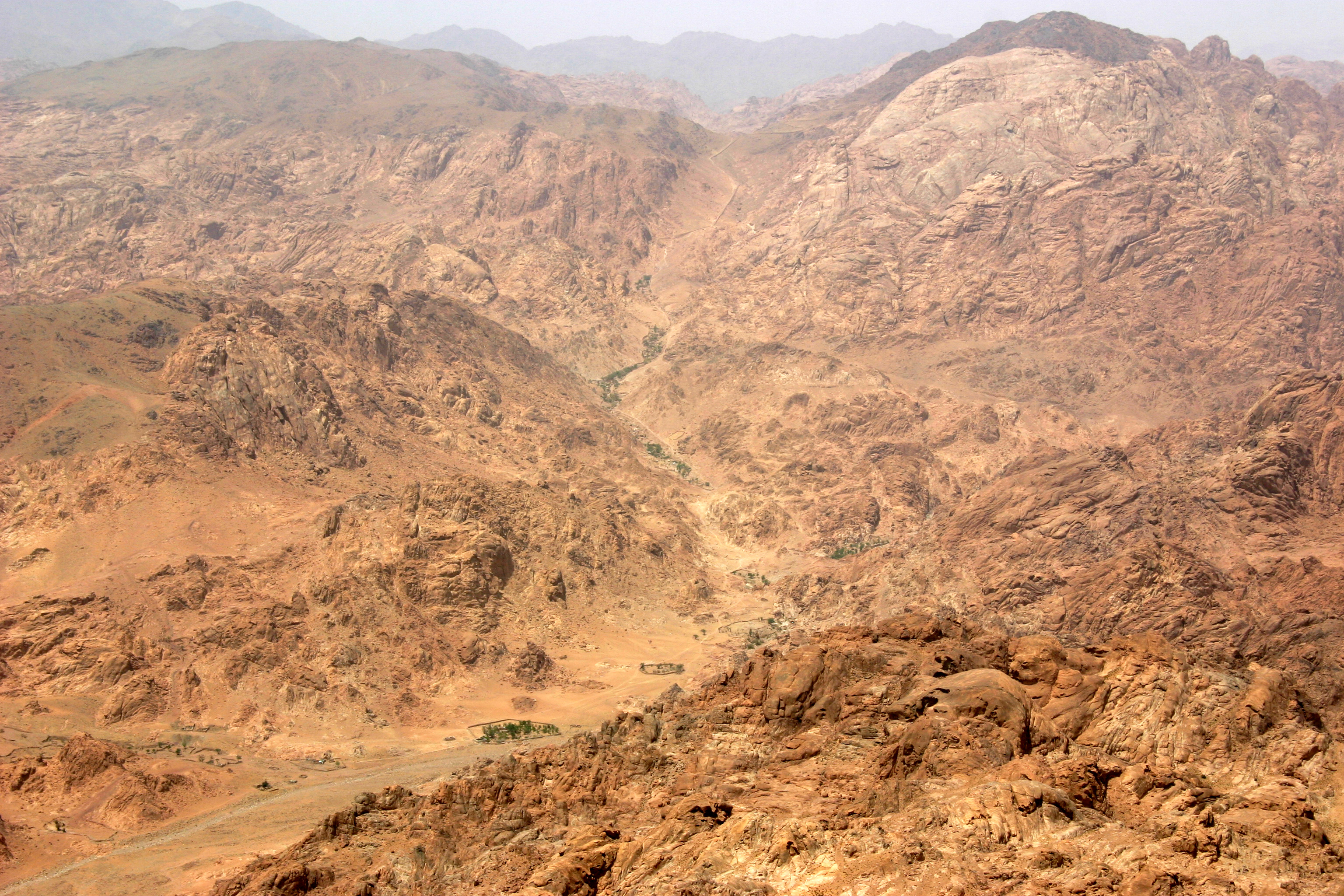
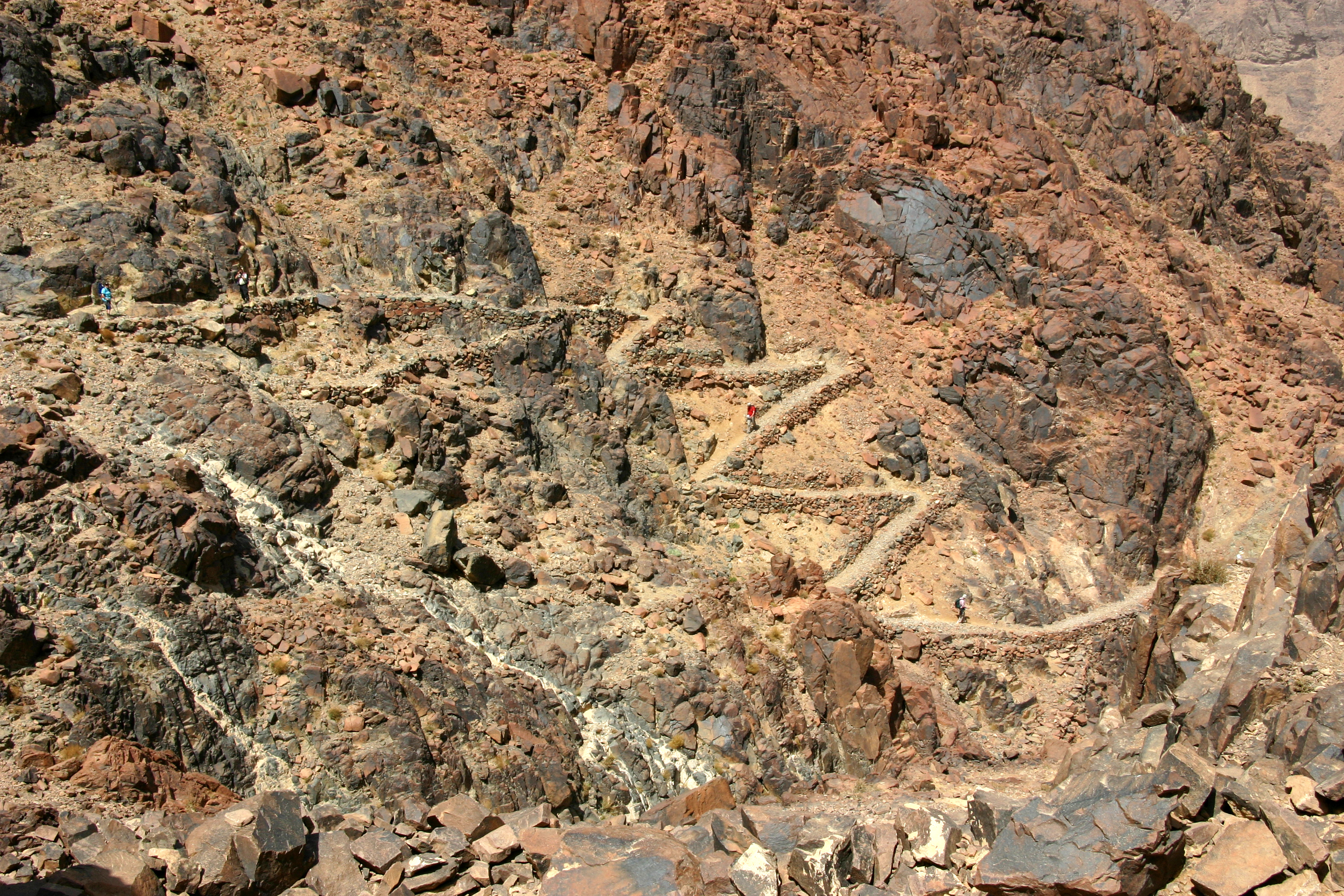
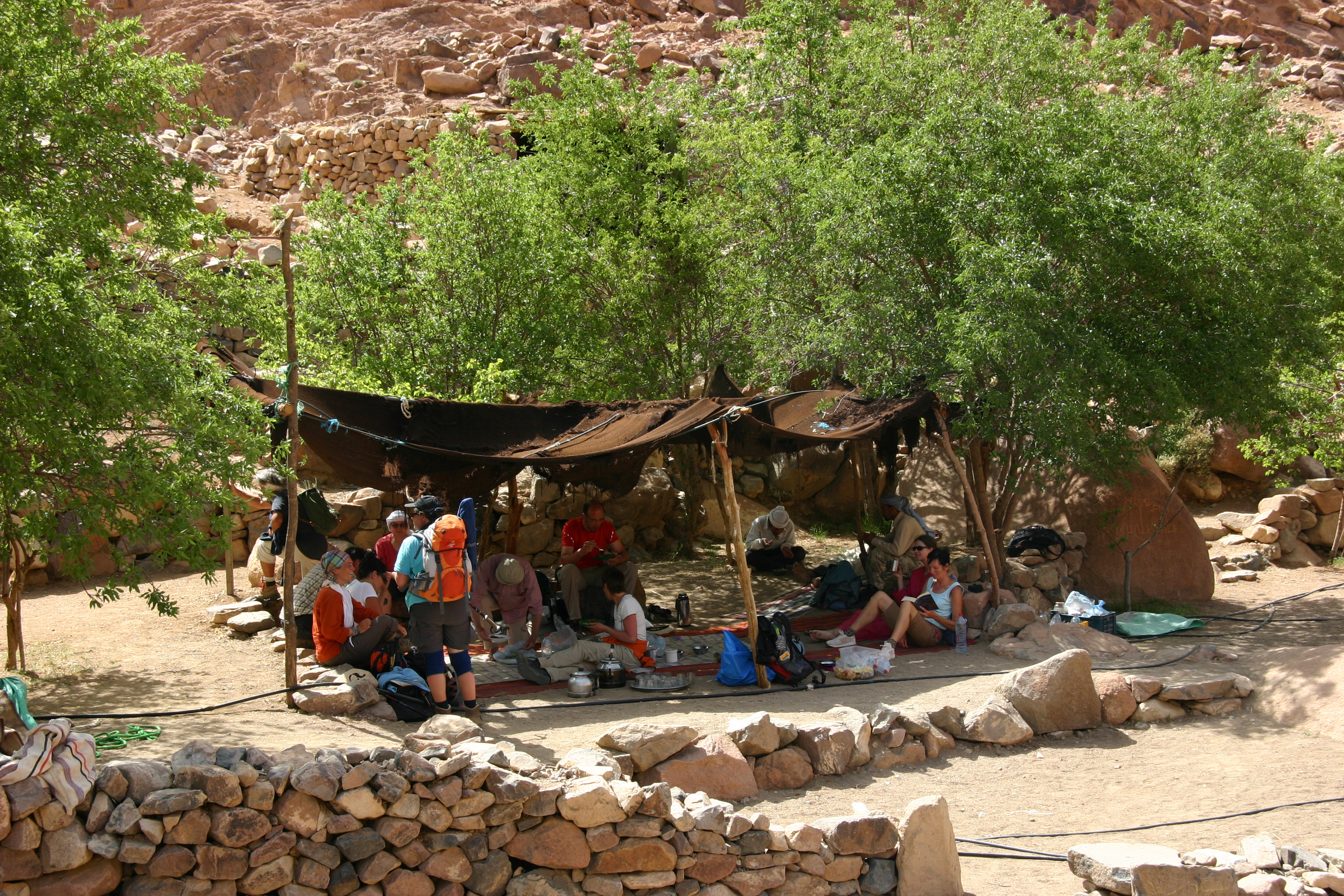
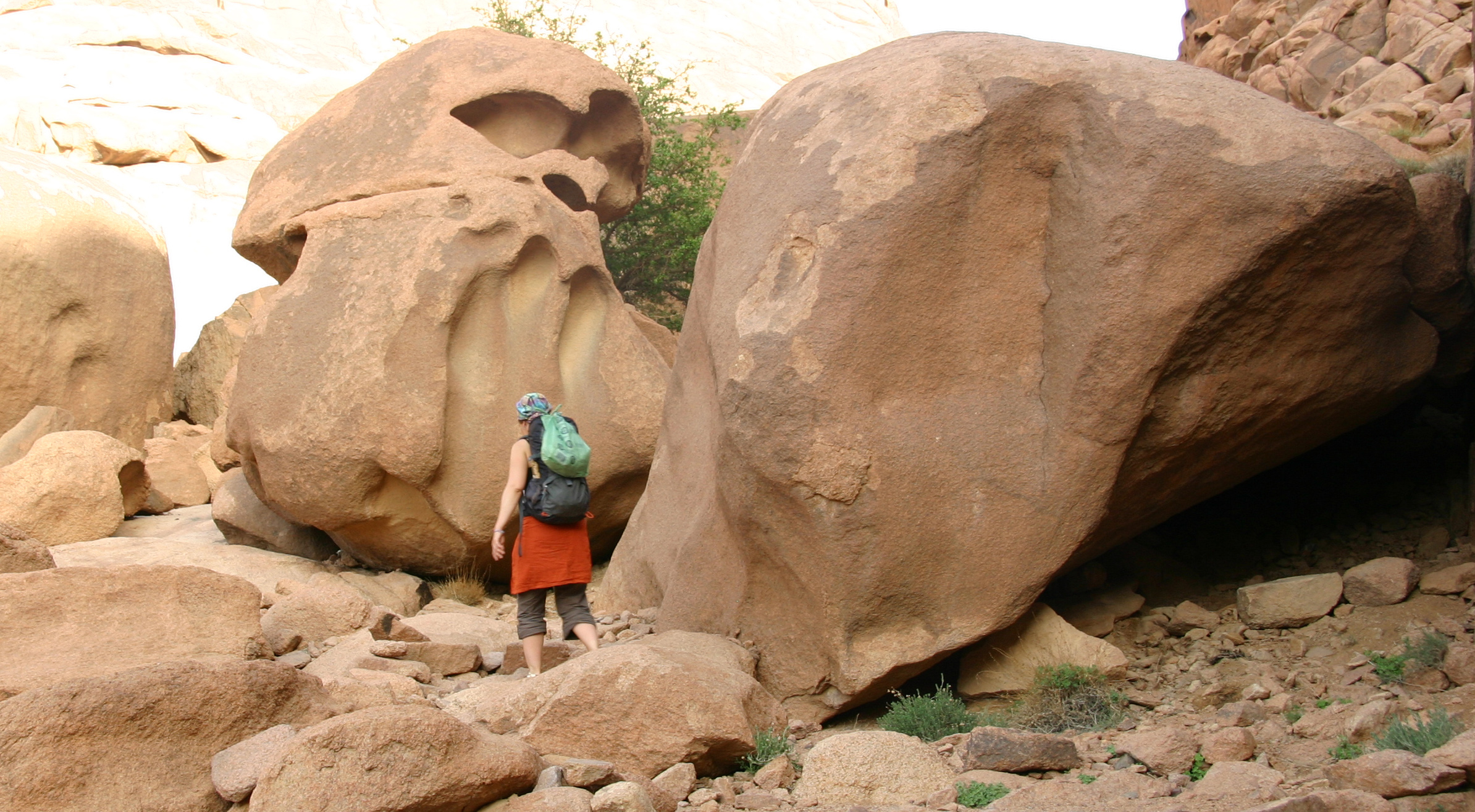